# Мартинска-Вес
Мартинска-Вес (хорв. Martinska Ves) — община с центром в одноимённом посёлке в центральной части Хорватии, в Сисацко-Мославинской жупании. Население общины 3488 человек (2011), население посёлка — 683 человека. В состав общины кроме административного центра входят ещё 15 деревень.
Подавляющее большинство населения общины составляют хорваты — 98,5 %.
Посёлок Мартинска-Вес расположен на обоих берегах Савы примерно в 8 км к северу от города Сисак, с которым Мартинска-Вес связан автодорогой. Железной дороги в посёлке нет. Обе части посёлка связывает мост через Саву, построенный в 2002 году.